# Astra 1G
O Astra 1G foi um satélite de comunicação geoestacionário europeu construído pela Hughes/Boeing que esteve localizado na posição orbital de 19 graus de longitude leste e era operado pela SES Astra, divisão da SES. O satélite foi baseado na plataforma HS-601HP/BSS-601HP e sua vida útil estimada era de 15 anos. O satélite saiu de serviço em junho de 2023 e foi enviado para a órbita cemitério.

## História
A SES Astra ordenou em 1994, a construção do Astra 1G pela Hughes com base no modelo HS-601HP da empresa.

## Lançamento
O satélite foi lançado com sucesso ao espaço no dia 2 de dezembro de 1997, por meio de um veículo Proton-K/Blok-DM3, lançado a partir do Cosmódromo de Baikonur no Cazaquistão. Ele tinha uma massa de lançamento de 3.379 kg.

## Capacidade e cobertura
O Astra 1G era equipado com 32 transponders em banda Ku para prestar serviços de tv direct-to-home a Europa.